# Roxette
Roxette je bil švedski glasbeni duo, ki je ustvarjal pop in rock skladbe. Duet sta sestavljala kitarist Per Gessle in pevka Marie Fredriksson. 

## Diskografija
Prvi album Pearls of Passion sta izdala leta 1986. Uvodna pesem»I call your name« je postala svetovna uspešnica. Popularna je postala tudi pesem »The Look«, skupaj z ostalimi singli kot so »Listen to your Heart«, »Dressed for Success«...
Svojo pravo podobo sta ustvarila s produkcijsko izredno dobro izdelanim albumom Joyride, ki je nastal leta 1991. Na podlagi te plošče so sledili številni singli, med katerimi izstopata hit »Fading like a Flower (Every Time you leave)« in »Spending my Time«.
Njuno skladbo »It must have been Love« so uporabili v filmu Pretty Woman.
Po svetovni turneji sta Roxette leta 1993 izdala album Tourism, ki vsebuje posnetke s turneje Joyride, več koncertnih posnetkov, ter posnetke iz studija. 

### Albumi
- 1986: Pearls of Passion
- 1988: Look Sharp!
- 1991: Joyride
- 1992: Tourism
- 1994: Crash! Boom! Bang!
- 1995: Don't Bore Us, Get to the Chorus!
- 1995: Rarities
- 1996: Baladas En Español
- 1999: Have A Nice Day
- 2001: Room Service
- 2002: The Ballad Hits
- 2003: The Pop Hits
- 2006: A Collection of Roxette Hits: Their 20 Greatest Songs!
- 2006: The Rox Box / Roxette 86-06
- 2011: Charm School
- 2012: Travelling

### Video
- Roxette - Sweden Live! (1989, LaserDisc & VHS Japonska, VHS Južna Afrika)
- Look Sharp Live! '88 (1989, VHS)
- The Videos (1991, LD & VHS)
- Live-Ism (1992, LD & VHS)
- Don't Bore Us, Get to the Chorus! - Roxette's Greatest Video Hits (1995, LD & VHS)
- Crash! Boom! Live! - koncert iz Johannesburga (1996, LD & VHS Japonska, VHS ROW)
- All Videos Ever Made & More (2001, DVD, samo PAL)
- Ballad & Pop Hits - The Complete Video Collection (2003, DVD)